# Кухарук
Кухару́к — українське прізвище. Походить від назви роду заняття кухар.

## Поширеність прізвища в Україні
2 197-е за поширеністю прізвище в Україні — загалом налічує 2 064 носіїв. Найчастіше зустрічається на Волині. Найбільше із них проживають у таких населених пунктах:
- Луцьк — 102;
- Делятин — 78;
- Київ — 68.

## Відомі носії
- Кухарук Роман Васильович (нар. 1968, Чернівці) — український прозаїк, поет, журналіст і громадський діяч. Голова Українського клубу.
- Марценюк-Кухарук Марія Гаврилівна (нар. 1936, Потопиха) — українська вчена-хімік, доктор технічних наук.